# 艾德蒙·柯蒂斯
艾德蒙·柯蒂斯（英語：Edmund Curtis），（1881年—1943年），爱尔兰历史学家之一。早年出生贫寒，后通过努力于谢菲尔德大学完成学业。他的一生致力于爱尔兰历史的研究、教学与著述工作。曾于都柏林大学供职，并被评为爱尔兰近代史教授。1943年去世。